# 阿蘭戈鎮區 (明尼蘇達州聖路易斯縣)
阿蘭戈鎮區（英語：Alango Township）是位於美國明尼蘇達州聖路易斯縣的一個行政鎮區。

## 地方資料
阿蘭戈鎮區的面積為93.62平方千米，皆為陸地。根據2020年美國人口普查的數據，當地共有人口272人，而人口密度為每平方千米2.91人。